# Spongodes ulex
Spongodes ulex är en korallart som först beskrevs av Holm 1895.  Spongodes ulex ingår i släktet Spongodes och familjen Nephtheidae. Inga underarter finns listade i Catalogue of Life.